# Salavice

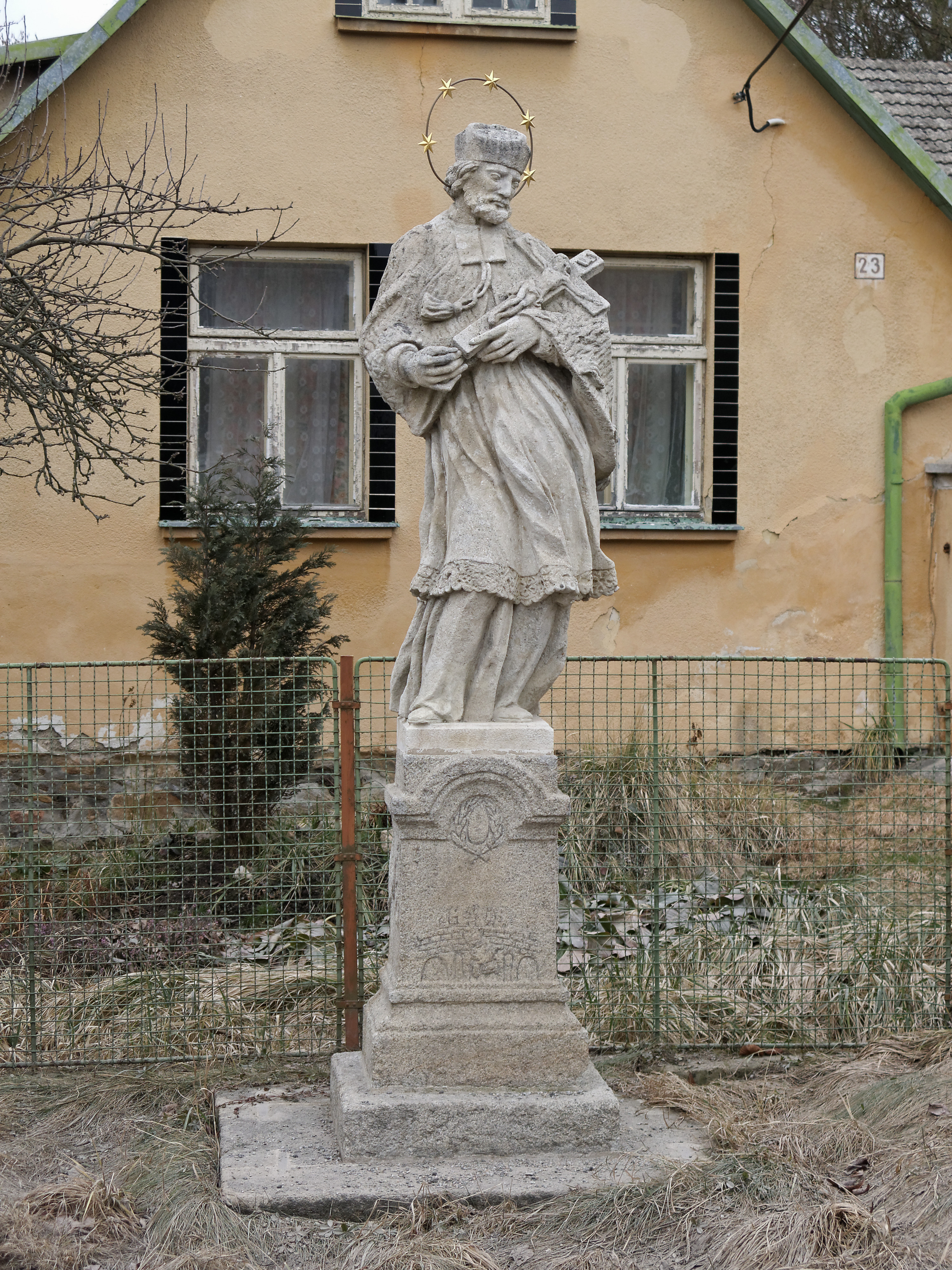
Socha svatého Jana Nepomuckého

Salavice (německy Sollowitz) je vesnice, část města Třešť v okrese Jihlava. Nachází se asi 4 km na sever od Třeště. Prochází tudy železniční trať Kostelec u Jihlavy – Slavonice a silnice II/406. V roce 2009 zde bylo evidováno 73 adres. V roce 2001 zde trvale žilo 139 obyvatel.
Salavice je také název katastrálního území o rozloze 6,08 km2.

## Název
Název se vyvíjel od varianty u Salavic (1531), na Salavici (1531), Salawicze (1563), Sollowitz (1678), Solowitz (1718), Sallawitz (1720), Salawitz (1846), Salowitz a Salavice (1872), Salavice (1881) až k podobám Sollowitz a Salavice v letech 1893 a 1924. Místní jméno vzniklo přidáním přípony -ice k osobnímu jménu Salava. Pojmenování je rodu ženského, čísla pomnožného a genitiv zní Salavic.

## Historie
První písemná zmínka o obci pochází z roku 1532.

## Přírodní poměry
Salavice leží v okrese Jihlava v Kraji Vysočina. Nachází se 4 km jižně od Kostelce, 4,5 km jihozápadně od Popic, 5 km severně od Třeště a 4,5 km východně od Spělova. Geomorfologicky je oblast součástí Česko-moravské subprovincie, konkrétně Křižanovské vrchoviny a jejího podcelku Brtnická vrchovina, v jejíž rámci spadá pod geomorfologický okrsek Kosovská pahorkatina. Průměrná nadmořská výška činí 540 metrů. Nejvyšší bod, Vršek (638 m n. m.), leží severovýchodně od vsi. Východně od Salavic stojí Kamenný kopec (636 m n. m.), Vlčí vrch (626 m n. m.) a Dlouhá stráň (600 m n. m.), západně se nachází vrch Na hranicích (605 m n. m.). Salavicemi protéká Třešťský potok, do něhož se zprava vlévá Kamenný potok, který tvoří severní hranici katastru.
Ve vsi po levé straně silnice Jihlava-Pístov roste památná 23metrová lípa velkolistá, jejíž stáří bylo roku 2009 odhadováno na 200 let. Druhá památná lípa velkolistá roste na návsi u kapličky, měří 25 metrů a podle odhadu z roku 2009 je stará 130 let.

## Obyvatelstvo
Podle sčítání 1930 zde žilo v 51 domech 324 obyvatel. 85 obyvatel se hlásilo k československé národnosti a 239 k německé. Žilo zde 312 římských katolíků, 7 evangelíků a 5 příslušníků Církve československé husitské.
| Rok            | 1869 | 1880 | 1890 | 1900 | 1910 | 1921 | 1930 | 1950 | 1961 | 1970 | 1980 | 1991 | 2001 | 2011 |
| -------------- | ---- | ---- | ---- | ---- | ---- | ---- | ---- | ---- | ---- | ---- | ---- | ---- | ---- | ---- |
| Počet obyvatel | 298  | 293  | 346  | 330  | 293  | 285  | 324  | 271  | 254  | 233  | 187  | 140  | 139  | 140  |

## Hospodářství a doprava
V Salavicích sídlí firma TORAPROK, s.r.o. Prochází tudy silnice II. třídy č. 406 z Jezdovic do Kostelce a komunikace III. třídy č. 4061 k II/406 a č. 4062 do Popic a železniční trať č. 227 z Kostelce do Slavonic. Dopravní obslužnost zajišťují dopravci ICOM transport, ČSAD Jindřichův Hradec, Radek Čech – Autobusová doprava a České dráhy. Autobusy jezdí ve směrech Jihlava, Třešť, Telč, Dačice, Počátky, Mrákotín, Praha, Bítov, Studená a Jindřichův Hradec a vlaky ve směrech Kostelec a Slavonice. Vsí prochází cyklistická trasa č. 16 z Popic do Jezdovic.

## Školství, kultura a sport
Děti dojíždějí do základní školy v Třešti. Působí zde Sbor dobrovolných hasičů Salavice.

## Pamětihodnosti
- kaplička na návsi
- socha sv. Jana Nepomuckého
- kříž u mostu při silnici do Kostelce
- vodní mlýn č.p. 22

## Osobnosti
- Emil Jean Kosa starší (1876–1955), americký malíř českého původu